# NGC 6584
NGC 6584 è un ammasso globulare nella costellazione del Telescopio che si trova vicino a θ Arae ed è distante circa 44000 anni luce. Si tratta di un cluster di tipo I di Oosterhoff e contiene almeno 69 stelle variabili, la maggior parte delle quali sono variabili RR Lyrae: 46 stelle sono state identificate come variabili RRab, 15 come variabili RRc, 1 variabile RRe, 4 binarie a eclissi e 3 variabili a lungo periodo. NGC 6584 è circa 4 kpc dal Centro Galattico e a circa 2,7 kpc dal piano galattico.
È stato scoperto da James Dunlop il 5 giugno 1826.